# 朝倉城 (但馬国)
朝倉城（あさくらじょう）は、兵庫県養父市八鹿町にあった日本の城。1968年（昭和43年）7月31日付で養父市指定史跡。

## 概要
標高152メートルの丘陵上にある山城である。
但馬国朝倉は後に戦国大名として越前国を治めた朝倉氏の発祥の地である。平安時代末期に地名を苗字として朝倉氏が興り、朝倉高清を初代とした。朝倉城は鎌倉時代、朝倉信高の築城と伝えられている。
曲輪や土塁、堀切、櫓台などが残る。